# 30443 Stieltjes
30443 Stieltjes este un asteroid din centura principală de asteroizi.

## Descriere
30443 Stieltjes este un asteroid din centura principală de asteroizi. A fost descoperit pe 3 iulie 2000 la Prescott (Arizona) de Paul G. Comba. Asteroidul prezintă o orbită caracterizată de o semiaxă mare de 2,64 ua, o excentricitate de 0,03 și o înclinație de 6,9° în raport cu ecliptica.